# Norashen (Shirak)
Norashen (in armeno Նորշեն?) è un comune dell'Armenia di 1 008 abitanti (2001), nella provincia di Shirak e nel Raion di Aparan.